# Brunettia hispida
Brunettia hispida är en tvåvingeart som beskrevs av Quate 1965. Brunettia hispida ingår i släktet Brunettia och familjen fjärilsmyggor.
Artens utbredningsområde är Filippinerna. Inga underarter finns listade i Catalogue of Life.